# Ірса (селище при залізничній станції)
Ірса (рос. Ирса) — селище залізничної станції у Кіриському районі Ленінградської області Російської Федерації.
Населення становить 10 осіб. Належить до муніципального утворення Кусінське сільське поселення.

## Історія
Згідно із законом від 1 вересня 2004 року № 49-оз органом  місцевого самоврядування є Кусінське сільське поселення.

## Населення
| 1997 | 2002 | 2007 | 2010 | 2017 |
| ---- | ---- | ---- | ---- | ---- |
| 19   | ↘17  | ↘15  | ↘13  | ↘10  |